# Veverka (potok)
Veverka je potok v Jihomoravském kraji v okresech Brno-venkov a Brno-město. Je to pravostranný přítok řeky Svratky. Délka toku činí 8,95 km, plocha povodí měří 31,34 km². Název potoka pochází pravděpodobně od výskytu veverek v této lokalitě nebo souvisí s hradem Veveří.[zdroj⁠?!]

## Průběh toku

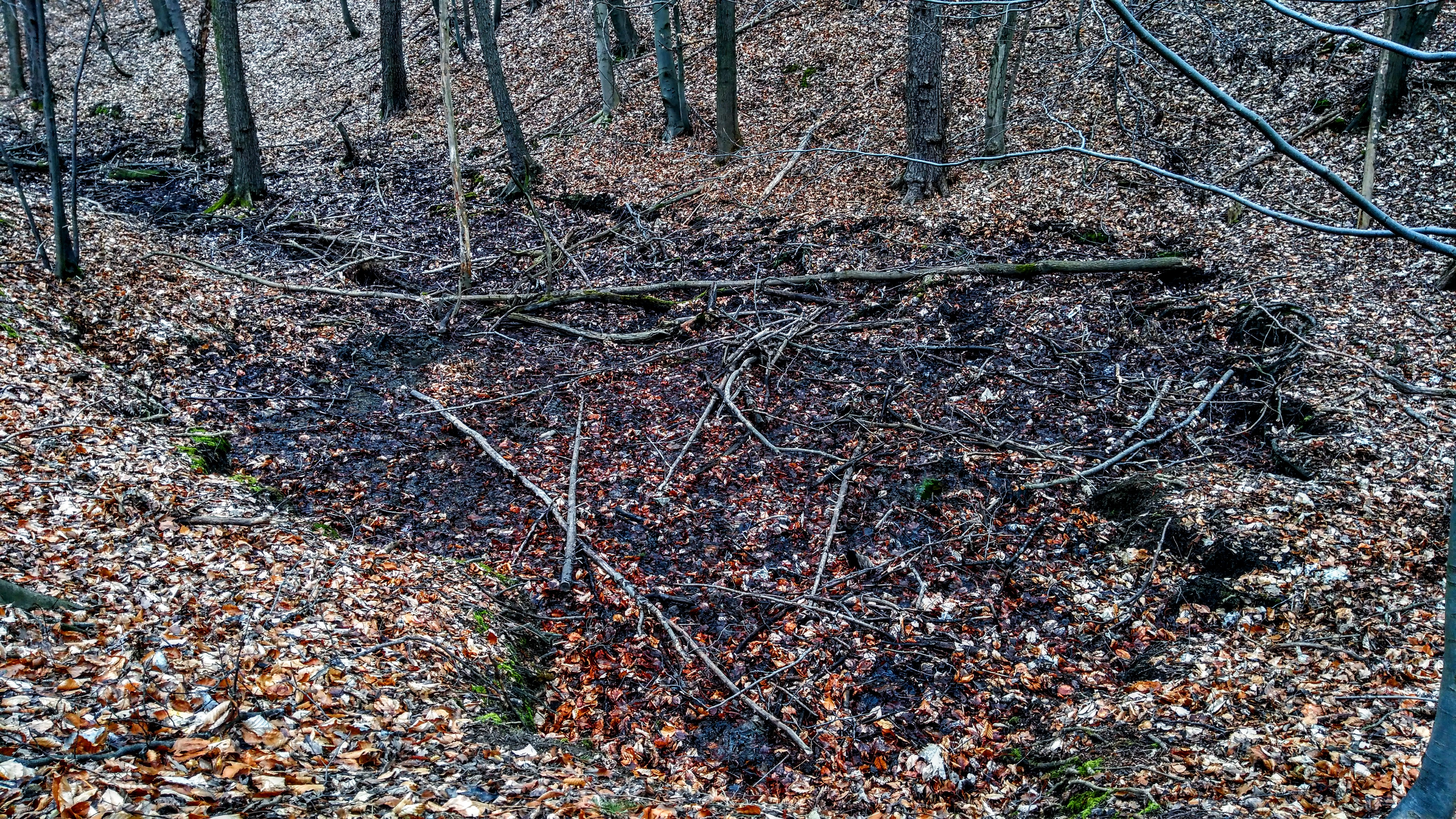
Pramen Veverky nedaleko Masarykova okruhu.

Říčka pramení v lesích východně od Ostrovačic v nadmořské výšce 437 m. Pramen je v katastrální mapě označen Zárubova studánka. Valuchova studánka ústí přímo do Veverky asi po 200 metrech. Nejprve teče Veverka na severozápad, posléze převážně severoseverovýchodním směrem. Protéká mimo zastavěná území katastry obcí Ostrovačice a Veverské Knínice (zde míjí samotu tzv. Podkomorský mlýn) a katastrem městské části Brno-Bystrc. Zde protéká nedaleko Podkomorské myslivny - dějiště Mrštíkovy Pohádky máje. Poté protéká Helenčiným údolím, které nese jméno Helenky, hrdinky ze zmíněného románu. Helenčino údolí a celý další tok Veverky jsou součástí přírodního parku Podkomorské lesy. Dále míjí samotu Prádelna. Ústí u hradu Veveří do Brněnské přehrady na řece Svratce v nadmořské výšce 245 m. Veverka napájí nedaleko svého ústí pomocí akvaduktu, na který navazuje náhon, 3 rybníky v okolí lokality Na pile. U hradu Veveří je v délce 1463 metrů pobřežním tokem ulice Rakovecké, jejíž průběh v minulosti fakticky předurčila.

### Přítoky
- levé – šest přítoků z nich mají názvy tři přítoky: Knínický potok, Melkranský potok a Hlinka
- pravé – sedm bezejmenných přítoků pramenících v lese